# Welcome Stranger (pepita)
La Welcome Stranger è la più grande pepita d'oro mai trovata. Venne trovata dai cercatori britannici John Deason e Richard Oates il 5 febbraio 1869 a Moliagul, nello Stato di Victoria in Australia. Il suo peso totale era di 109,59 kg mentre il peso netto (dopo essere stata ripulita dalle impurità) risultò essere di 72,02 kg. Al tempo in Australia non c'erano bilance abbastanza grandi per poterla pesare, così si dovette dividerla in tre parti. I tre pezzi furono venduti alla London Chartered Bank of Australia per 9.381 sterline. Successivamente la pepita fu fusa in lingotti e trasportata fino a Melbourne, e poi in Inghilterra. Il valore attuale della pepita è di circa 3.601.298 euro.